# 2003–2004-es UEFA-kupa
A 2003–2004-es UEFA-kupa győztese a Valencia csapata lett.
A Debreceni VSC bejutott a harmadik fordulóba, így 19 év után először maradt versenyben magyar csapat tavaszra.

## Selejtezők
| 1. csapat                        | Össz.      | 2. csapat                | 1. mérk. | 2. mérk.   |
| -------------------------------- | ---------- | ------------------------ | -------- | ---------- |
| AIK                              | 1–0        | Fylkir                   | 1–0      | 0–0        |
| Vllaznia Shkodër                 | 0–6        | Dundee FC                | 0–2      | 0–4        |
| Levadia Maardu                   | 3–6        | Varteks                  | 1–3      | 2–3        |
| Esbjerg fB                       | 9–1        | Santa Coloma             | 5–0      | 4-1        |
| Željezničar Sarajevo             | 4–1        | Anórthoszi Ammohósztu    | 1–0      | 3–1        |
| Hapóél Tel-Aviv                  | 3–2        | Bananc                   | 1–1      | 2–1        |
| Brøndby IF                       | 5–0        | Dinama Minszk            | 3–0      | 2–0        |
| Malmö FF                         | 6–0        | Portadown FC             | 4–0      | 2–0        |
| Dinamo Bucureşti                 | 6–3        | Liepājas Metalurgs       | 5–2      | 1–1        |
| Valletta FC                      | 0–4        | Neuchâtel Xamax          | 0–2      | 0–2        |
| Austria Kärnten                  | 3–2        | Grindavík                | 2–1      | 1–1        |
| Viktoria Žižkov                  | 6–1        | Zsenisz Asztana          | 3–0      | 3–1        |
| FK Sarajevo                      | 1–4        | Sartid                   | 1–1      | 0–3        |
| APÓEL                            | 5–1        | Derry City               | 2–1      | 3–0        |
| Liteksz Lovecs                   | 0–2        | Zimbru Chişinău          | 0–0      | 0–2        |
| Nyoman Hrodna                    | 1–1 (i.g.) | Steaua București         | 1–1      | 0–0        |
| Etzella Ettelbruck               | 1–9        | Kamen Ingrad             | 1–2      | 0–7        |
| Manchester City                  | 7–0        | Total Network Soulutions | 5–0      | 2–0        |
| Molde FK                         | 6–0        | KÍ Klaksvík              | 2–0      | 4–0        |
| Odense BK                        | 4–1        | TVMK                     | 1–1      | 3–0        |
| FK Ventspils                     | (i.g.) 3–3 | Wisła Płock              | 1–1      | 2–2        |
| MyPa                             | 5–4        | Young Boys               | 3–2      | 2–2        |
| FC Vaduz                         | 0–2        | Dnyipro Dnyipropetrovszk | 0–1      | 0–1        |
| Coleraine FC                     | 2–6        | UD Leiria                | 2–1      | 0–5        |
| Dyskobolia Grodzisk Wielkopolski | 6–1        | FK Atlantas              | 2–0      | 4–1        |
| Dinamo Tirana                    | 1–7        | Lokeren                  | 0–4      | 1–3        |
| Cwmbran Town                     | 0–6        | Makkabi Haifa            | 0–3      | 0–3        |
| Publikum                         | 12–2       | Belaszica Sztrumica      | 7–2      | 5–0        |
| Cementarnica                     | (i.g.) 1–1 | GKS Katowice             | 0–0      | 1–1        |
| Matador Púchov                   | 6–0        | Szioni Bolniszi          | 3–0      | 3–0        |
| Crvena zvezda                    | 8–2        | Nistru Otaci             | 5–0      | 3–2        |
| Ekranas                          | 2–3        | Debreceni VSC            | 1–1      | 1–2 (h.u.) |
| Birkirkara FC                    | 0–6        | Ferencváros              | 0–5      | 0–1        |
| Haka                             | 2–2 (i.g.) | Hajduk Split             | 2–1      | 0–1        |
| Torpedo Moszkva                  | 9–0        | FC Domagnano             | 5–0      | 4–0        |
| Atirau FK                        | 1–6        | Levszki Szofija          | 1–4      | 0–2        |
| Olimpija Ljubljana               | 4–2        | Shelbourne FC            | 1–0      | 3–2        |
| RC Lens                          | 5–0        | Torpedo Kutaiszi         | 3–0      | 2–0        |
| NSÍ Runavík                      | 1–9        | Lyn                      | 1–3      | 0–6        |
| Nordsjælland                     | 6–0        | Sirak Gjumri             | 4–0      | 2–0        |
| Artmedia Petržalka               | 2–0        | F91 Dudelange            | 1–0      | 1–0        |

## Első forduló
| 1. csapat          | Össz.         | 2. csapat               | 1. mérk. | 2. mérk.   |
| ------------------ | ------------- | ----------------------- | -------- | ---------- |
| Dinamo Zágráb      | 3 – 1         | MTK Budapest            | 3 – 1    | 0 – 0      |
| NK Varteks         | 3 – 6         | Debreceni VSC           | 1 – 3    | 2 – 3      |
| FC København       | 2 – 2,t.3 – 2 | Ferencvárosi TC         | 1 – 1    | 1 – 1      |
| Hapoel Ramat-Gan   | 0 – 5         | Levszki Szófia          | 0 – 1    | 0 – 4      |
| CSKA Szófia        | 2 – 2,t.2 – 3 | Torpedo Moszkva         | 1 – 1    | 1 – 1      |
| Panioniosz         | 3 – 1         | FC Nordsjælland         | 2 – 1    | 1 – 0      |
| Szartid            | 2 – 4         | Slavia Praha            | 1 – 2    | 1 – 2      |
| Genclerbirligi     | 4 – 2         | Blackburn Rovers        | 3 – 1    | 1 – 1      |
| Maccabi Haifa      | 4 – 3         | Publikum Celje          | 2 – 1    | 2 – 2      |
| Hertha BSC         | 0 – 1         | Groclin Grodzisk        | 0 – 0    | 0 – 1      |
| Cementarnica       | 0 – 6         | Lens                    | 0 – 1    | 0 – 5      |
| Salzburg           | 2 – 2         | Udinese                 | 0 – 1    | 2 – 1      |
| Vålerenga          | 1 – 1         | Graz AK                 | 0 – 0    | 1 – 1      |
| Szpartak Moszkva   | 3 – 1         | Esbjerg                 | 2 – 0    | 1 – 1      |
| Metalurg Donetsk   | 1 – 4         | Parma                   | 1 – 1    | 0 – 3      |
| MyPa               | 0 – 3         | Sochaux                 | 0 – 1    | 0 – 2      |
| Brøndby IF         | 2 – 0         | Viktoria Zizkov         | 1 – 0    | 1 – 0      |
| Kaiserslautern     | 1 – 3         | Teplice                 | 1 – 2    | 0 – 1      |
| Zimbru Chisinau    | 2 – 3         | Arisz Szaloniki         | 1 – 1    | 1 – 2      |
| Leiria             | 2 – 3         | Molde                   | 1 – 0    | 1 – 3      |
| APÓEL              | 3 – 6         | Mallorca                | 1 – 2    | 2 – 4      |
| Utrecht            | 6 – 0         | MŠK Žilina              | 2 – 0    | 4 – 0      |
| Dinamo Bucuresti   | 5 – 2         | Sahtar                  | 2 – 0    | 3 – 2      |
| Matador Púchov     | 1 – 9         | FC Barcelona            | 1 – 1    | 0 – 8      |
| Ventspils          | 1 – 10        | Rosenborg               | 1 – 4    | 0 – 6      |
| Hapoel Tel-Aviv    | 0 – 1         | Gaziantepspor           | 0 – 1    | 0 – 0      |
| Malatyaspor        | 2 – 3         | FC Basel                | 0 – 2    | 2 – 1 h.u. |
| Grasshoppers       | 1 – 1         | Hajduk Split            | 1 – 1    | 0 – 0      |
| La Louviere        | 1 – 2         | Benfica                 | 1 – 1    | 0 – 1      |
| Dundee FC          | 1 – 3         | Perugia                 | 1 – 2    | 0 – 1      |
| Odense             | 5 – 6         | Crvena zvezda           | 2 – 2    | 3 – 4      |
| Olimpija Ljubljana | 1 – 4         | Liverpool FC            | 1 – 1    | 0 – 3      |
| AIK Solna          | 0 – 2         | Valencia                | 0 – 1    | 0 – 1      |
| PAOK Szaloniki     | 3 – 1         | Lyn                     | 0 – 1    | 3 – 0      |
| Austria Wien       | 1 – 3         | Borussia Dortmund       | 1 – 2    | 0 – 1      |
| Auxerre            | 2 – 0         | Neuchatel Xamax         | 1 – 0    | 1 – 0      |
| Newcastle United   | 6 – 0         | NAC Breda               | 5 – 0    | 1 – 0      |
| Hearts             | 2 – 0         | Zseljeznicsar Szarajevo | 2 – 0    | 0 – 0      |
| Southampton        | 1 – 2         | Steaua Bucuresti        | 1 – 1    | 0 – 1      |
| AS Roma            | 5 – 1         | Vardar Szkopje          | 4 – 0    | 1 – 1      |
| Manchester City    | 4 – 2         | Lokeren                 | 3 – 2    | 1 – 0      |
| Sporting Lisboa    | 3 – 0         | Malmö FF                | 2 – 0    | 1 – 0      |
| Villarreal CF      | 3 – 2         | Trabzonspor             | 0 – 0    | 3 – 2      |
| Kamen Ingrad       | 0 – 1         | Schalke 04              | 0 – 0    | 0 – 1      |
| Hamburger SV       | 2 – 4         | Dnipro                  | 2 – 1    | 0 – 3      |
| Wisla Kraków       | 4 – 2         | NEC Nijmegen            | 2 – 1    | 2 – 1      |
| Feyenoord          | 3 – 1         | Kärnten                 | 2 – 1    | 1 – 0      |
| Bordeaux           | 3 – 2         | Artmedia Petrzalka      | 2 – 1    | 1 – 1      |

## Második forduló
| 1. csapat         | Össz.         | 2. csapat        | 1. mérk. | 2. mérk. |
| ----------------- | ------------- | ---------------- | -------- | -------- |
| PAOK Szaloniki    | 1 – 1         | Debreceni VSC    | 1 – 1    | 0 – 0    |
| Dinamo Zagreb     | 1 – 3         | Dnipro           | 0 – 2    | 1 – 1    |
| Borussia Dortmund | 2 – 6         | Sochaux          | 2 – 2    | 0 – 4    |
| Manchester City   | 1 – 1         | Groclin Grodzisk | 1 – 1    | 0 – 0    |
| Slavia Praha      | 2 – 2         | Levszki Szófia   | 2 – 2    | 0 – 0    |
| Benfica           | 5 – 1         | Molde            | 3 – 1    | 2 – 0    |
| Rosenborg         | 1 – 0         | Crvena zvezda    | 0 – 0    | 1 – 0    |
| Valencia          | 4 – 0         | Maccabi Haifa    | 0 – 0    | 4 – 0    |
| Szpartak Moszkva  | 5 – 3         | Dinamo Bucuresti | 4 – 0    | 1 – 3    |
| Gaziantepspor     | 6 – 1         | Lens             | 3 – 0    | 3 – 1    |
| Perugia           | 3 – 1         | Arisz Szaloniki  | 2 – 0    | 1 – 1    |
| Schalke 04        | 3 – 3,t.1 – 3 | Brøndby IF       | 2 – 1    | 1 – 2    |
| Utrecht           | 0 – 4         | Auxerre          | 0 – 0    | 0 – 4    |
| Steaua Bucuresti  | 1 – 2         | Liverpool FC     | 1 – 1    | 0 – 1    |
| Vålerenga         | 0 – 0,t.4 – 3 | Wisla Kraków     | 0 – 0    | 0 – 0    |
| FC København      | 2 – 3         | Mallorca         | 1 – 2    | 1 – 1    |
| Austria Salzburg  | 0 – 9         | Parma            | 0 – 4    | 0 – 5    |
| FC Basel          | 2 – 4         | Newcastle United | 2 – 3    | 0 – 1    |
| AS Roma           | 2 – 1         | Hajduk Split     | 1 – 0    | 1 – 1    |
| Genclerbirligi    | 4 – 1         | Sporting Lisboa  | 1 – 1    | 3 – 0    |
| Villarreal        | 2 – 1         | Torpedo Moszkva  | 2 – 0    | 0 – 1    |
| Feyenoord         | 1 – 3         | Teplice          | 0 – 2    | 1 – 1    |
| Bordeaux          | 2 – 1         | Hearts           | 0 – 1    | 2 – 0    |

## Harmadik forduló
| 1. csapat        | Össz. | 2. csapat        | 1. mérk. | 2. mérk. |
| ---------------- | ----- | ---------------- | -------- | -------- |
| FC Bruges        | 1 – 0 | Debreceni VSC    | 1 – 0    | 0 – 0    |
| Brøndby IF       | 1 – 3 | FC Barcelona     | 0 – 1    | 1 – 2    |
| Parma            | 0 – 4 | Genclerbirligi   | 0 – 1    | 0 – 3    |
| Benfica          | 2 – 2 | Rosenborg        | 1 – 0    | 1 – 2    |
| Marseille        | 1 – 0 | Dnipro           | 1 – 0    | 0 – 0    |
| Perugia          | 1 – 3 | PSV Eindhoven    | 0 – 0    | 1 – 3    |
| Valencia         | 5 – 2 | Besiktas         | 3 – 2    | 2 – 0    |
| Groclin Grodzisk | 1 – 5 | Bordeaux         | 0 – 1    | 1 – 4    |
| Celtic           | 3 – 1 | FK Teplice       | 3 – 0    | 0 – 1    |
| Galatasaray      | 2 – 5 | Villarreal CF    | 2 – 2    | 0 – 3    |
| Sochaux          | 2 – 2 | Inter            | 2 – 2    | 0 – 0    |
| Liverpool FC     | 6 – 2 | Levszki Szófia   | 2 – 0    | 4 – 2    |
| Szpartak Moszkva | 0 – 4 | RCD Mallorca     | 0 – 3    | 0 – 1    |
| Gaziantepspor    | 1 – 2 | AS Roma          | 1 – 0    | 0 – 2    |
| Auxerre          | 1 – 0 | Panathinaikósz   | 0 – 0    | 1 – 0    |
| Vålerenga        | 2 – 4 | Newcastle United | 1 – 1    | 1 – 3    |

## Nyolcaddöntők
| 1. csapat                | Össz. | 2. csapat              | 1. mérk. | 2. mérk.   |
| ------------------------ | ----- | ---------------------- | -------- | ---------- |
| Celtic                   | 1 – 0 | FC Barcelona           | 1 – 0    | 0 – 0      |
| Gençlerbirliği           | 1 – 2 | Valencia CF            | 1 – 0    | 0 – 2 (hu) |
| FC Girondins de Bordeaux | 4 – 1 | Club Brugge            | 3 – 1    | 1 – 0      |
| Newcastle United         | 7 – 1 | RCD Mallorca           | 4 – 1    | 3 – 0      |
| AJ Auxerre               | 1 – 4 | PSV Eindhoven          | 1 – 1    | 0 – 3      |
| SL Benfica               | 3 – 4 | Internazionale Milano  | 0 – 0    | 3 – 4      |
| Liverpool FC             | 2 – 3 | Olympique de Marseille | 1 – 1    | 1 – 2      |
| Villarreal CF            | 3 – 2 | AS Roma                | 2 – 0    | 1 – 2      |

## Negyeddöntők
| 1. csapat                | Össz. | 2. csapat             | 1. mérk. | 2. mérk. |
| ------------------------ | ----- | --------------------- | -------- | -------- |
| FC Girondins de Bordeaux | 2 – 4 | Valencia CF           | 1 – 2    | 1 – 2    |
| Olympique de Marseille   | 2 – 0 | Internazionale Milano | 1 – 0    | 1 – 0    |
| Celtic                   | 1 – 3 | Villarreal CF         | 1 – 1    | 0 – 2    |
| PSV Eindhoven            | 2 – 3 | Newcastle United      | 1 – 1    | 1 – 2    |

## Elődöntők
| 1. csapat        | Össz. | 2. csapat              | 1. mérk. | 2. mérk. |
| ---------------- | ----- | ---------------------- | -------- | -------- |
| Newcastle United | 0 – 2 | Olympique de Marseille | 0 – 0    | 0 – 2    |
| Villarreal CF    | 0 – 1 | Valencia CF            | 0 – 0    | 0 – 1    |

## Döntő
| 2004. május 19. 20:45 (CET) | Valencia CF             | 2 – 0   | Olympique de Marseille | Göteborg stadion, Göteborg Nézőszám: 43 000 Játékvezető: Collina (olasz) |
| 2004. május 19. 20:45 (CET) | Vicente 45+3' Mista 58' | (1 – 0) | Barthez 45′            | Göteborg stadion, Göteborg Nézőszám: 43 000 Játékvezető: Collina (olasz) |